# Decermilo
Decermilo é uma povoação portuguesa do Município de Sátão que foi sede da extinta Freguesia de Decermilo, freguesia que tinha 4,39 km² de área e 205 habitantes (2011), e, por isso, uma densidade populacional de 46,7 hab/km².
A Freguesia de Decermilo foi extinta e agregada às Freguesias de Romãs e de Vila Longa, criando-se a União das Freguesias de Romãs, Decermilo e Vila Longa.

## População
| População da freguesia de Decermilo | População da freguesia de Decermilo | População da freguesia de Decermilo | População da freguesia de Decermilo | População da freguesia de Decermilo | População da freguesia de Decermilo | População da freguesia de Decermilo | População da freguesia de Decermilo | População da freguesia de Decermilo | População da freguesia de Decermilo | População da freguesia de Decermilo | População da freguesia de Decermilo | População da freguesia de Decermilo | População da freguesia de Decermilo | População da freguesia de Decermilo |
| ----------------------------------- | ----------------------------------- | ----------------------------------- | ----------------------------------- | ----------------------------------- | ----------------------------------- | ----------------------------------- | ----------------------------------- | ----------------------------------- | ----------------------------------- | ----------------------------------- | ----------------------------------- | ----------------------------------- | ----------------------------------- | ----------------------------------- |
| 1864                                | 1878                                | 1890                                | 1900                                | 1911                                | 1920                                | 1930                                | 1940                                | 1950                                | 1960                                | 1970                                | 1981                                | 1991                                | 2001                                | 2011                                |
| 296                                 | 744                                 | 716                                 | 760                                 | 768                                 | 772                                 | 845                                 | 862                                 | 1 009                               | 429                                 | 298                                 | 305                                 | 232                                 | 215                                 | 205                                 |

Com lugares desta freguesia foi criada pelo decreto nº 41.548, de 05/03/1958, a freguesia de Avelal
| Distribuição da População por Grupos Etários | Distribuição da População por Grupos Etários | Distribuição da População por Grupos Etários | Distribuição da População por Grupos Etários | Distribuição da População por Grupos Etários | Distribuição da População por Grupos Etários | Distribuição da População por Grupos Etários | Distribuição da População por Grupos Etários | Distribuição da População por Grupos Etários | Distribuição da População por Grupos Etários |
| -------------------------------------------- | -------------------------------------------- | -------------------------------------------- | -------------------------------------------- | -------------------------------------------- | -------------------------------------------- | -------------------------------------------- | -------------------------------------------- | -------------------------------------------- | -------------------------------------------- |
| Ano                                          | 0-14 Anos                                    | 15-24 Anos                                   | 25-64 Anos                                   | > 65 Anos                                    |                                              | 0-14 Anos                                    | 15-24 Anos                                   | 25-64 Anos                                   | > 65 Anos                                    |
| 2001                                         | 35                                           | 31                                           | 102                                          | 47                                           |                                              | 16,3%                                        | 14,4%                                        | 47,4%                                        | 21,9%                                        |
| 2011                                         | 26                                           | 11                                           | 89                                           | 79                                           |                                              | 12,7%                                        | 5,4%                                         | 43,4%                                        | 38,5%                                        |

Média do País no censo de 2001:  0/14 Anos-16,0%; 15/24 Anos-14,3%; 25/64 Anos-53,4%; 65 e mais Anos-16,4%
Média do País no censo de 2011:   0/14 Anos-14,9%; 15/24 Anos-10,9%; 25/64 Anos-55,2%; 65 e mais Anos-19,0%